# Ringwall Buschelberg

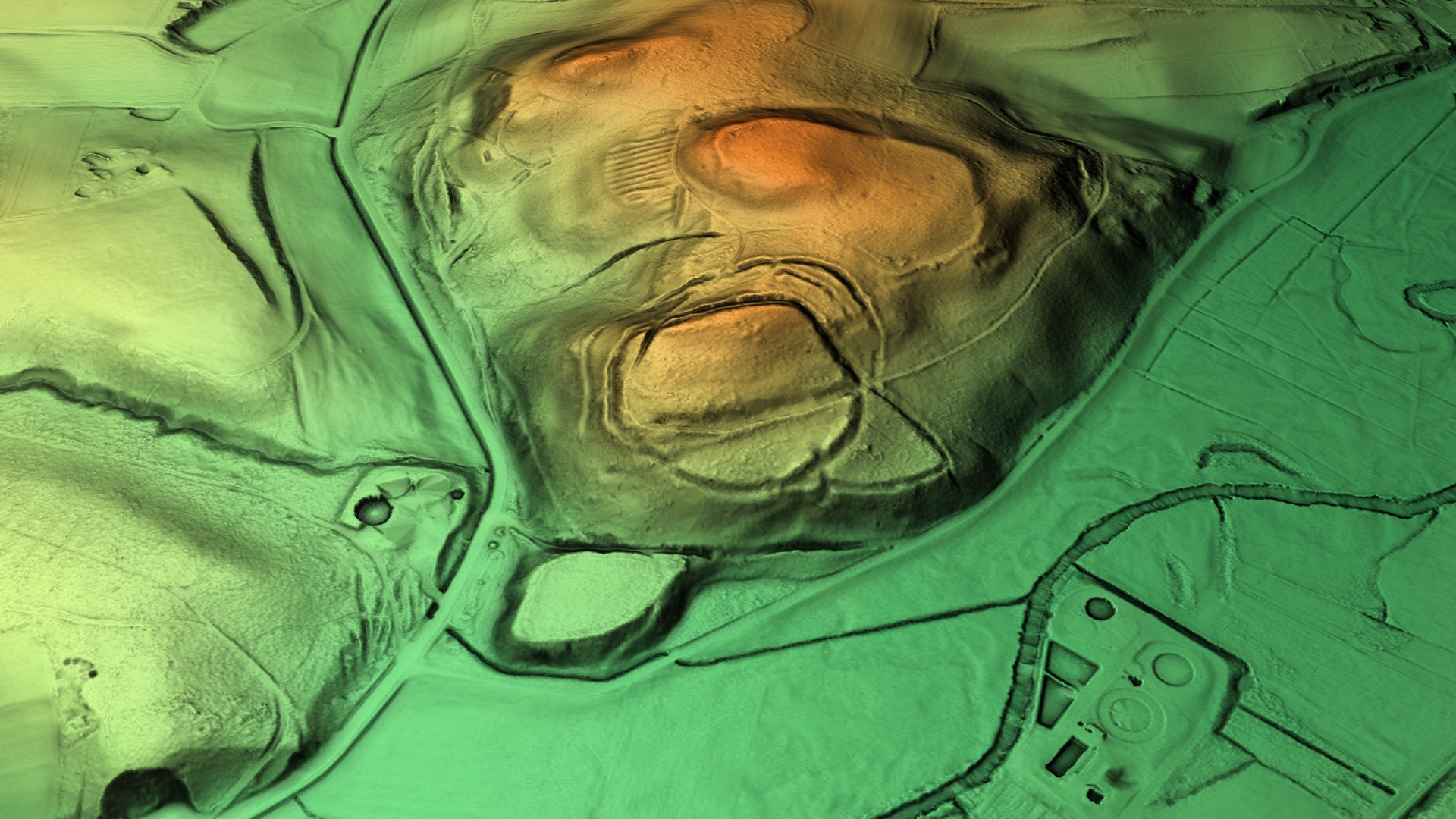
3D-Ansicht des digitalen Geländemodells

Der Ringwall Buschelberg liegt auf der gleichnamigen, bewaldeten Anhöhe am nördlichen Ortsrand des Marktes Fischach im schwäbischen Landkreis Augsburg. Es handelt sich dabei um eine der eindrucksvollsten frühmittelalterlichen Ungarnschutzburgen des Augsburger Umlandes. Er ist als Bodendenkmal in der Bayerischen Denkmalliste eingetragen.

## Geschichte
Die heutige Bezeichnung "Buschelberg" dürfe sich von "Burgselberg" (Burgstallberg) ableiten und bezeichnet zahlreiche ehemalige Burgstellen im Südwesten Deutschlands.
Der Berg war bereits in vorgeschichtlicher Zeit besiedelt. Einige Keramikfunde werden in die ausgehende Jungsteinzeit bzw. frühe Bronzezeit datiert. Sicherlich siedelten auch die Kelten auf der Anhöhe. In der näheren Umgebung finden sich zahlreiche Grabhügelgruppen dieser Zeitstellung sowie eine sehr gut erhaltene Viereckschanze (Brennburg).
Im Zuge einer Notgrabung konnten 1976 Hinweise auf eine spätkarolingisch-ottonische Mittelpunktsburg des frühen Landesausbaus gefunden werden. Die Wälle dieser Burg waren mit Trockenmauern aus Nagelfluh und Sandstein verblendet, die mindestens zwei Bauphasen zuzuordnen sind.
Während der Ungarneinfälle der ersten Hälfte des 10. Jahrhunderts n. Chr. wurden die Befestigungsanlagen nochmals ausgebaut. Hierzu überschüttete man die älteren Befestigungen teilweise mit Erde und sicherte die Wallkronen mit Palisaden. Dieser Befund ist typisch für ungarnzeitliche Befestigungsanlagen, deren Ausbau offenbar oft in großer Eile und relativ flüchtiger Ausführung erfolgte.
Der Buschelberg trägt seitdem die Überreste einer der größten Burgwallanlagen Bayerisch-Schwabens. Zusammen mit der nahen Haldenburg bei Schwabegg, der Pfarrerschanze bei Todtenweis und der Schanze Wagesenberg ist das Bodendenkmal das bedeutendste Beispiel einer solchen frühmittelalterlichen Großburg im Umkreis des Schauplatzes der Schlacht auf dem Lechfeld.
Nach der Schlacht war die Ungarngefahr beseitigt. Die meisten großen Landesburgen wurden daraufhin nur noch kurzzeitig weitergenutzt oder aufgegeben. Besonders auf der östlichen Lechseite haben sich neben diesen Großburgen zahlreiche kleinere Ringwälle und Abschnittsbefestigungen mutmaßlich ungarnzeitlicher Zeitstellung erhalten, die meist als Dorfschutzburgen oder Truppenstützpunkte anzusehen sind.
Die weitläufigen Wallanlagen des Buschelberges blieben offensichtlich teilweise unvollendet. Die Tiefenstaffelung der Wälle und die typischen Reiterannäherungshindernisse der Nordwestflanke verweisen deutlich auf die Funktion der letzten Ausbaustufe als Ungarnschutzburg. Die südwestlich vorgelagerte Talschanze könnte im Hochmittelalter die Burg eines Ortsadelsgeschlechtes getragen haben.
Das Bodendenkmal ist wissenschaftlich noch sehr unzureichend erforscht und erschlossen. Die Wallanlagen wurden teilweise großflächig mit Jungwald bepflanzt oder werden von Holzabfuhrwegen durchbrochen. Einige Informationstafeln gestatten einen groben Überblick über die Gesamtanlage. Sehr gut einsehbar ist nur der Nordteil der sogenannten Anlage II mit den Erdrippen der Reiterannäherungshindernisse. Der als „Ungarnwall“ anzusprechende Hauptwall im Süden wird nahezu vollständig von dichtem Jungwald verborgen und ist nur schwer begehbar. Einige Windbrüche erschweren zudem die Untersuchung der Wallanlagen des Hauptwerkes.
Entgegen den Angaben in der Literatur ist der Hauptwall mit seinem vorgelegten Graben jedoch noch relativ gut erhalten und bis zu acht Meter hoch.

## Beschreibung

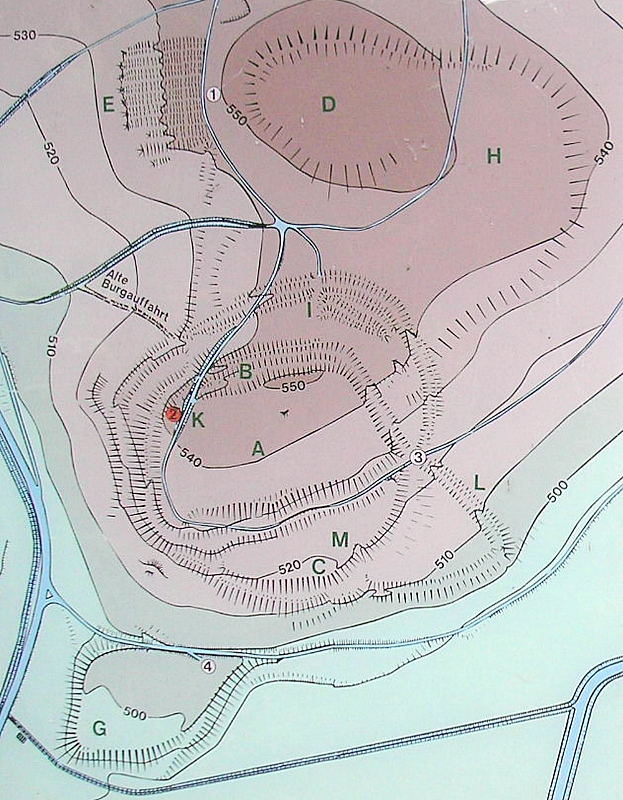
Plan der Wallanlagen auf einer Infotafel im Burgbereich

Die ungarnzeitlichen oder älteren Befestigungsanlagen umschließen die beiden 551 bzw. 558 m ü. NN hohen Kuppen des nach Süden gerichteten Bergspornes. Die am südlichen Hügelfuß angelegte „Talschanze“ könnte erst im Hochmittelalter entstanden sein. Möglicherweise ist hier der Ansitz des Ortsadelsgeschlechts der Herren von Fischach zu lokalisieren.
Das trapezförmige Kernwerk (Anlage I) der südlichen Hauptbefestigung umfasst etwa 125–160 × 70 Meter. Um das Plateau läuft ein Graben mit Randwall. Ein weiterer Doppelwall ist dem Kernwerk hufeisenförmig gegen Norden vorgelegt. Der ursprünglich wohl etwa zehn Meter hohe Hauptwall im Süden des Plateaus ist durch Erdfluss teilweise hangabwärts gerutscht. Auch vor dem ehemaligen Hauptwall sichert ein halbkreisförmiger Wallzug den Talhang. Die talwärts ziehende Rinne im Osten könnte auf einen gesicherten Wasserweg zurückgehen.
Weniger ausgeprägt sind die Wehranlagen der nördlichen Anlage II, die durch eine Einsattelung vom Hauptwerk getrennt wird. Von besonderem Interesse sind die zwölf gut erkennbaren Sperrriegel im Westen der Hochfläche. Solche Reiterannäherungshindernisse waren mit spitzen Holzpfählen bewehrt oder mit Dornenhecken bepflanzt. Die magyarischen Reiterkrieger sollten so zum Absitzen gezwungen und vom Angriff auf das Hauptwerk abgehalten werden. In ähnlicher Form sind entsprechende „Reitergassen“ dem Vorburgwall der Haldenburg bei Schwabmünchen vorgelegt.
Die südöstliche Verbindung zum Hauptwerk bildet ein schlecht erhaltener Sperrwall, der ehemals die alte Burgauffahrt absicherte. Die Hänge der östlich über dem Sperriegelsystem liegenden Hochfläche wurden besonders im Norden künstlich abgesteilt.
Nicht vollendet wurden offenbar die Befestigungsanlagen am nordwestlichen Bergfuß und des Osthanges gegen den Weiler Heimberg. Möglicherweise wurde die Sicherung dieser Areale nach der Schlacht auf dem Lechfeld eingestellt.
Ob die Talschanze im Südwesten noch dem frühmittelalterlichen Befestigungskonzept zuzuordnen ist, kann nicht eindeutig entschieden werden. Das Plateau der Anlage (ca. 100 × 65 Meter) liegt acht bis zwölf Meter über dem Tal, die Hänge sind künstlich abgesteilt.